# Jüdischer Friedhof (Dierdorf)

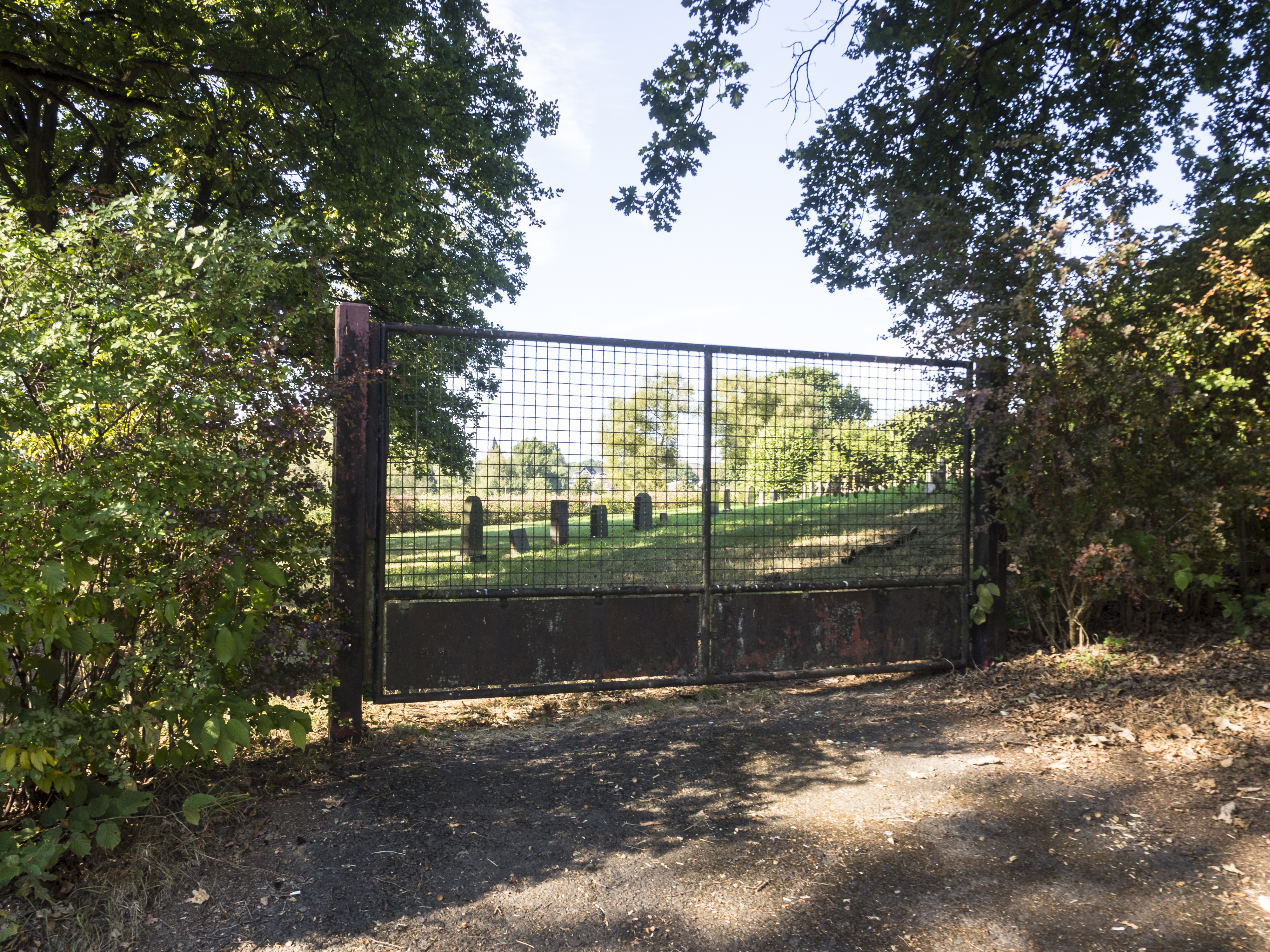
Eingang zum jüdischen Friedhof in Dierdorf

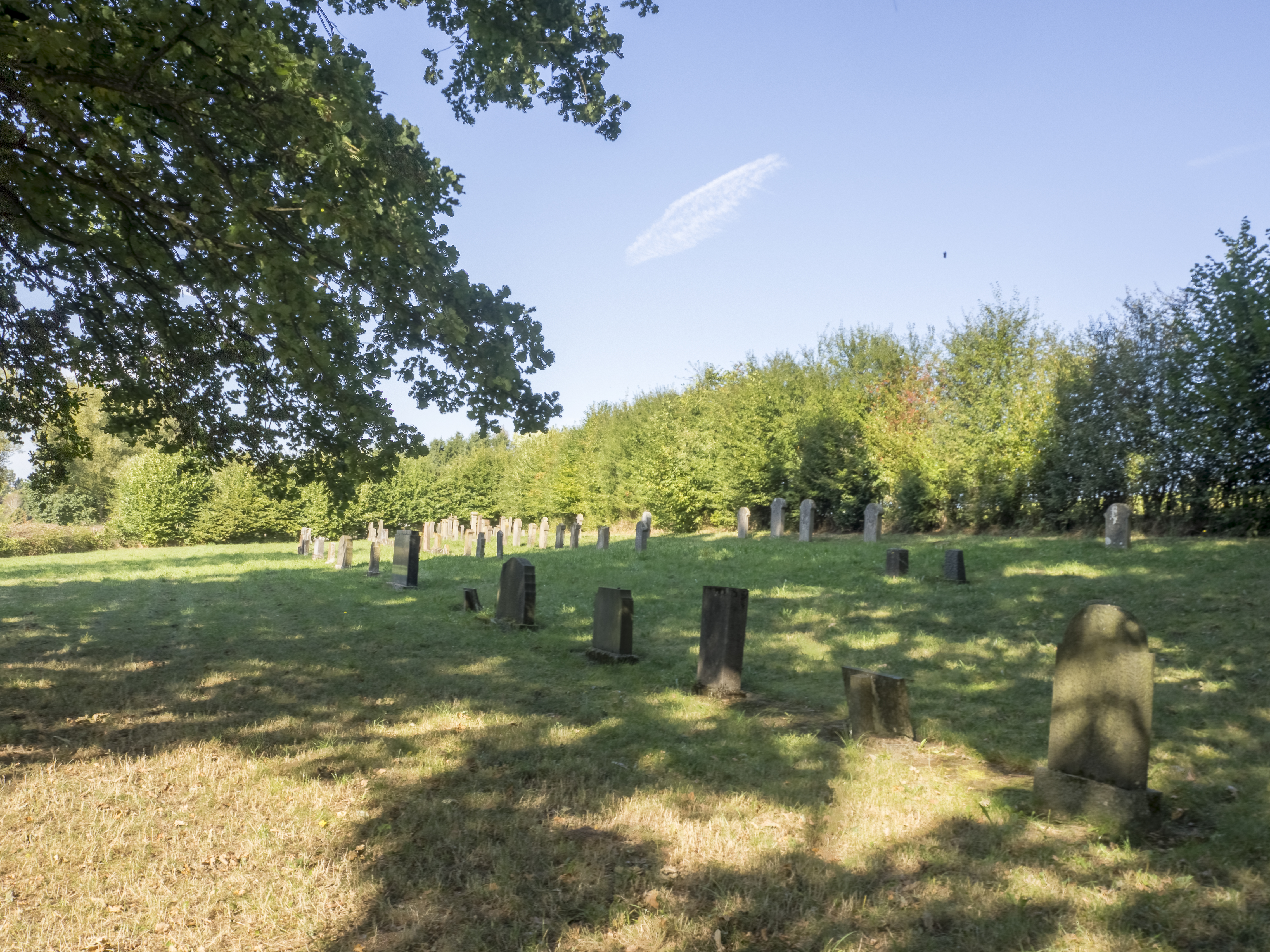
Ansicht des Friedhofs

Der Jüdische Friedhof in Dierdorf, einer Stadt im Landkreis Neuwied in Rheinland-Pfalz, wurde um 1700 angelegt. Der jüdische Friedhof liegt östlich der Stadt im Wenigerbachtal. Er ist ein geschütztes Kulturdenkmal.
Auf dem 2073 m² großen Friedhof sind noch 116 Grabsteine erhalten.